# Unité urbaine de Dreux
L'unité urbaine de Dreux est une unité urbaine française centrée sur Dreux, une des sous-préfectures du département d'Eure-et-Loir, au cœur de la deuxième agglomération urbaine du département.

## Données générales
En 2010, selon l'Insee, l'unité urbaine était composée de six communes.
En 2020, à la suite d'un nouveau zonage, elle est composée des six mêmes communes.
En 2022, avec 49 338 habitants, elle représente la 2e unité urbaine du département d'Eure-et-Loir, après l'unité urbaine de Chartres (1e rang départemental) et occupe le 8e rang dans la région Centre-Val de Loire.
En 2021, sa densité de population s'élève à 729 hab/km2, ce qui en fait une unité urbaine densément peuplée dans le département mais nettement moins que celle de Chartres, la préfecture d'Eure-et-Loir, dont la  densité s'élève à 1 290 hab/km2.
Par sa superficie, elle ne représente que 1,14 % du territoire départemental mais, par sa population, elle regroupe 11,33 % de la population d'Eure-et-Loir en 2020, soit plus d'un dixième de la population départementale.

## Composition de l'unité urbaine en 2020
Elle est composée des six communes suivantes :
| Nom                   | Code Insee | Département  | Statut       | Superficie (km2) | Population (dernière pop. légale) | Densité (hab./km2) | Modifier                                    |
| --------------------- | ---------- | ------------ | ------------ | ---------------- | --------------------------------- | ------------------ | ------------------------------------------- |
| Dreux (ville-centre)  | 28134      | Eure-et-Loir | ville-centre | 24,27            | 31 205 (2022)                     | 1 286              | modifier les données · modifier les données |
| Cherisy               | 28098      | Eure-et-Loir | banlieue     | 12,38            | 1 857 (2022)                      | 150                | modifier les données · modifier les données |
| Luray                 | 28223      | Eure-et-Loir | banlieue     | 4,46             | 1 570 (2022)                      | 352                | modifier les données · modifier les données |
| Mézières-en-Drouais   | 28251      | Eure-et-Loir | banlieue     | 8,40             | 1 057 (2022)                      | 126                | modifier les données · modifier les données |
| Sainte-Gemme-Moronval | 28332      | Eure-et-Loir | banlieue     | 5,46             | 1 158 (2022)                      | 212                | modifier les données · modifier les données |
| Vernouillet           | 28404      | Eure-et-Loir | banlieue     | 12,11            | 12 491 (2022)                     | 1 031              | modifier les données · modifier les données |

## Démographie
| 1968   | 1975   | 1982   | 1990   | 1999   | 2009   | 2014   | 2020   |
| ------ | ------ | ------ | ------ | ------ | ------ | ------ | ------ |
| 36 124 | 44 413 | 47 008 | 51 563 | 48 171 | 47 693 | 49 211 | 48 702 |

#### Données générales
- Unité urbaine
- Aire d'attraction d'une ville
- Aire urbaine (France)
- Liste des unités urbaines de France

#### Données démographiques en rapport avec l'unité urbaine de Dreux
- Aire d'attraction de Paris
- Arrondissement de Dreux